# Ian Rank-Broadley
Ian Rank-Broadley (* 1952 in Walton-on-Thames (Grafschaft Surrey)) ist ein britischer Bildhauer.

## Werdegang
Ian Rank-Broadley studierte von 1970 bis 1976 in England und später in Italien und Frankreich Bildhauerei. Nach dem Studium an der Slade School of Fine Art in London wurde an Ian Rank Broadley 1977 das Boise Auslandsstipendium für Italien vergeben. 1994 wurde er Mitglied in der königlichen Gesellschaft der britischen Bildhauer (Royal Society of British Sculptors).
Seine Werke sind unter anderem im British Museum und im Rijksmuseum zu sehen. Des Weiteren hat er bereits verschiedene Motive für britische Münzen entworfen, so z. B. für verschiedene Thronjubiläen. Seit 1998 wird das aktualisierte Porträt der Königin Elisabeth II., welches von Ian Rank Broadley entworfen wurde, auf Münzprägungen in Großbritannien und den Commonwealth-Staaten genutzt. Broadley ist ebenfalls der Erschaffer von einigen Denkmälern, wie dem Armed Forces Memorial in Staffordshire oder der Prinzessin-Diana-Statue im Sunken Garden des Londoner Kensington Palace.